# Julio Herrera Velutini
Julio Martín Herrera Velutini (* 15. Dezember 1971 in Caracas) ist ein international agierender Bankier.

## Anfänge und Ausbildung
Ausgebildet und geschult wurde er auf der American School in England (Vereinigtes Königreich), La Scuola Americana in Svizzera (Schweiz) und der Universidad Central de Venezuela, seinen Abschluss machte er 1990. Mit über 16 Jahren Bankierserfahrung, gehört Julio Herrera Velutini zu einer Generation von Bänkern, die sich in den späten 1980er und frühen 1990er Jahre im Kreis der Bolsa de Valores de Caracas C.A. (Börse Caracas) der Banco Central de Venezuela (Zentralbank Venezuelas) geformt hat.

## Herkunft
Seit dem späten 19. Jahrhundert besaß die Velutini-Familie mit der Gründung der Banco Caracas im Jahre 1980 einen großen Einfluss auf das venezualanische Bankgeschäft. Sein Urgroßvater Julio César Velutini Couturier war bis 1930 Vorsitzender des Banco Caracas. Die späteren Generationen hielten für über 100 Jahre den Vorsitz inne oder waren leitende Angestellte der Bank, bis sie 1998 verkauft wurde.

## Bankierskarriere
In den frühen 1990er Jahren begann er an der Börse Caracas für die Multinvest Casa de Bolsa, einem Maklerunternehmen, zu arbeiten, dessen Vorstandsmitglied er bis 1998 war. Im selben Jahr wurde er Vorstandsvorsitzender bei Inversiones Transbanca, einer (Holdinggesellschaft, die aus dem Verkauf des Banco Caracas hervorgin), und wurde Hauptanteilshaber und Generaldirektor von Unternehmen wie Kia Motors Venezuela, BMW Venezuela, BBO Financial Services, Transporte de Valores Bancarios de Venezuela (Unternehmen für gesicherte Geldtransporte), Bolívar Banco Universal, Banco Activo Banco Comercial und der Banco Desarrollo del Microempresario.
Im Jahre 2006 übernahm Julio Herrera Velutini zusammen mit dem Verwaltungsrat der Inversiones Transbanca und ihrer Partner, Jose Herrera Velutini und Bélen Clarisa Velutini, die Unternehmen Caracas Caja de Bolsa, IBG Trading, Banco Real und Banreal International Bank, und stellte damit den ursprünglichen Besitz der Familie Velutini wieder her.
Von Anfang 2007 bis Februar 2009 diente er als Vorstandsvorsitzender des Banco Real, sowie Banreal Holding, die später  verkauft wurde. Noch im selben Jahr wurde die Banco National de Credito (BNC) gekauft. That same year he purchases Banco Nacional de Crédito (BNC)
Ende 2008 gründete er die Bancredito International Bank, Corp. Bancredito Foundation und Bancredito Financial Services. Finanzeinrichtungen, in denen er als Vorstandsmitglied präsent ist.